# Oenothera lavandulifolia
Oenothera lavandulifolia är en dunörtsväxtart som beskrevs av John Torrey och Gray. Oenothera lavandulifolia ingår i släktet nattljussläktet, och familjen dunörtsväxter. Inga underarter finns listade i Catalogue of Life.